# Brad Armstrong

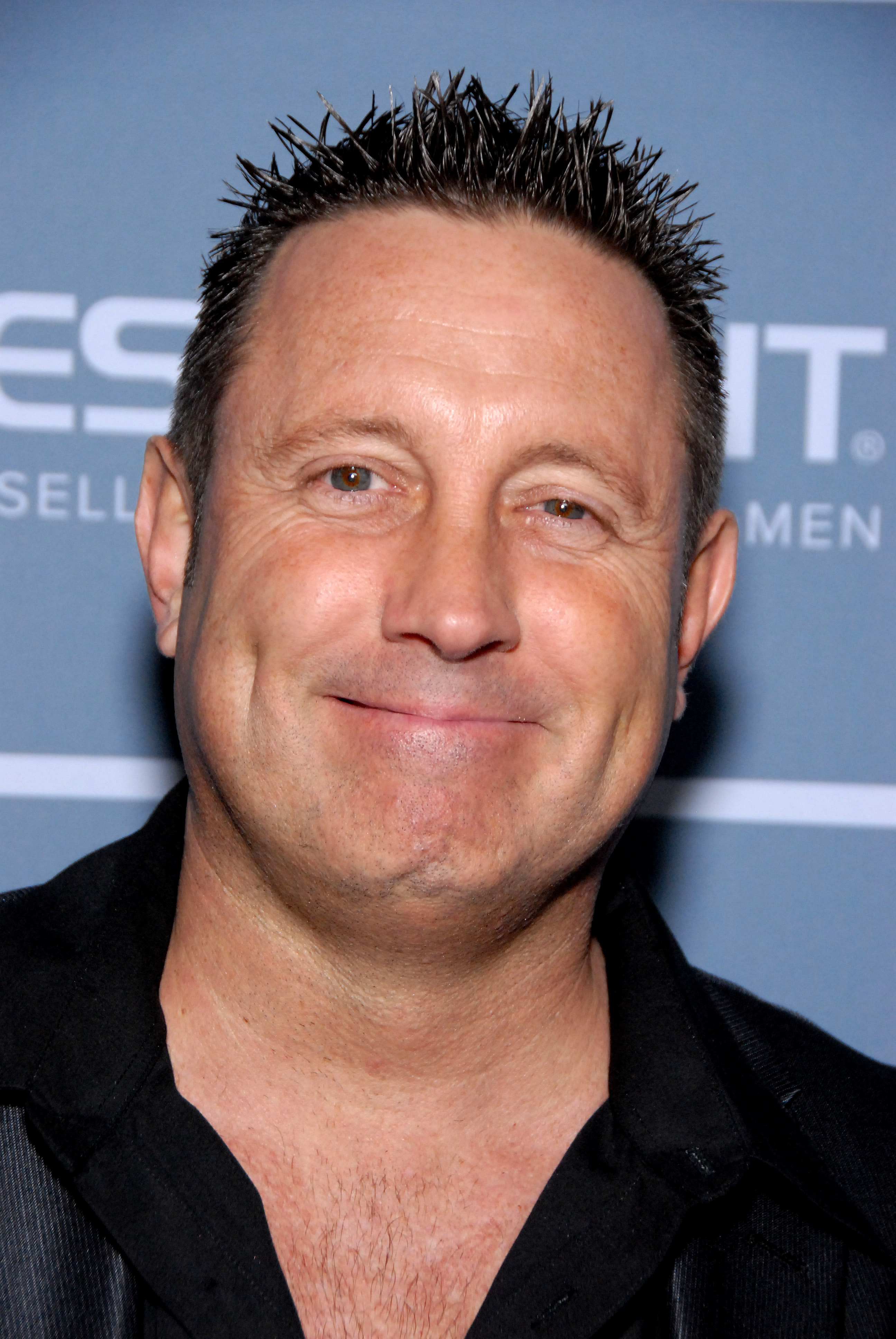
Brad Armstrong (2012)

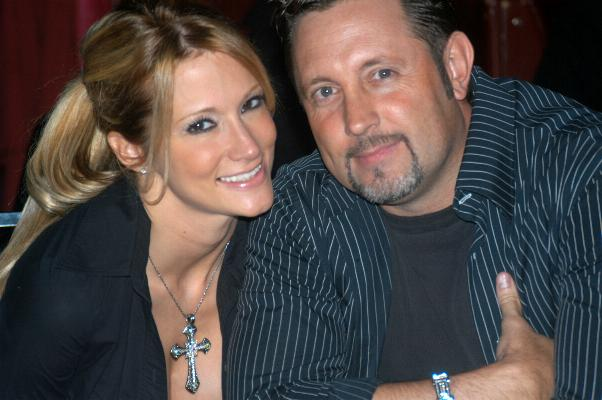
Armstrong mit seiner Frau Jessica Drake (2005)

Brad Armstrong (* 23. September 1965 in Toronto, Ontario als Rodney Hopkins) ist ein kanadischer Pornodarsteller sowie Pornofilmregisseur und -produzent.
Armstrong begann seine Karriere in der Pornofilmindustrie im Jahre 1989. 1996 nahm Steve Orenstein, der Inhaber und Geschäftsführer von Wicked Pictures, Armstrong unter Exklusivvertrag.
2001 wurde sein Abenteuerpornofilm Dream Quest mit Jenna Jameson als Hauptdarstellerin als erster Hardcore-Film zugleich auf VHS und DVD veröffentlicht. Der Film gewann bei den AVN Awards Preise in den Kategorien als Best Selling Title und Best Renting Title des Jahres.
Armstrongs Filme zeichnen sich durch eine Handlung aus und sind dem Genre des Pornospielfilms zuzuordnen. Er produziert ebenso wie seine Kollegen Jonathan Morgan und Michael Raven Filme für die Firma Wicked Pictures. Sein bislang größter kommerzieller Erfolg als Regisseur war der Science-Fiction-Pornofilm Euphoria mit Sydnee Steele in der Hauptrolle. Zuletzt veröffentlichte er den Film Coming Home, bei dem er nicht nur Regie führte, sondern gleichzeitig auch die Hauptrolle spielt. 2012 wurde die Pornofilm-Parodie Men in Black: A Hardcore Parody veröffentlicht, bei der er ebenfalls Regie führte.
Armstrong war bis 1992 mit Dyanna Lauren und von 1996 bis 2001 mit Jenna Jameson verheiratet. Seit 2006 ist er mit Jessica Drake verheiratet.

## Auszeichnungen
- 2002: AVN Award „Best Feature (Video)“ – Euphoria
- 2002: AVN Award „Best Director (Video)“ – Euphoria
- 2002: AVN Award „Best Actor (Film)“ – Falling From Grace (Sydnee Steele)
- 2004: AVN Hall of Fame
- 2005: AVN Award „Best Art Direction (Video)“ – The Collector
- 2007: AVN Award „Best Director (Film)“ – Manhunters
- 2008: AVN Award „Best Actor – Video“ (in Coming Home)[1]
- 2008: XRCO Award „Best Director (Features)“ (tie)
- 2009: AVN Award „Best Double Penetration Sex Scene“ – (in Fallen, zusammen mit Jessica Drake und Eric Masterson)[2]
- 2009: AVN Award „Director Of The Year“[2]
- 2009: Orgazmik Award „Best Director“
- 2010: XBIZ Award „Director of the Year — Indiv. Project“ für 2040
- 2017: AVN Award als „Best Supporting Actor“[3]
- 2020: XBIZ Award „Best Supporting Actor“[4]